# 邊防步兵 (哈布斯堡)
邊防步兵 （Grenzers或Granichary，“边防卫队”或“邊境衛士”；塞尔维亚-克罗地亚语：graničari、krajišnici）是一種效力哈布斯堡王朝（隨後的奥地利帝国&奥匈帝国）军事边境的轻步兵單位。當時這種邊防兵所駐守的邊界，便形成了基督教歐洲和奥斯曼帝国之間的緩衝區，而該軍事單位最初興起是為對抗鄂圖曼土耳其人以防衛自身所處家園。當沒有與奧斯曼帝國發生戰爭的危險時，該類邊防軍團也被哈布斯堡王朝投入於其他戰事之中，同時候每個邊防團的一個營維持著駐守邊境的任務。

## 起源
該單位脫胎自Pandurs這一非正規軍，而後者於18世紀時也被哈布斯堡徵召作為民兵，以防衛和鄂圖曼帝國間的邊境，並在七年战争中擔當散兵。 然而，到了拿破仑战争時代，邊境的部隊改編成更正規的线列步兵團，但被奧地利將領們視作介於輕裝步兵和線列步兵間的兵種單位。

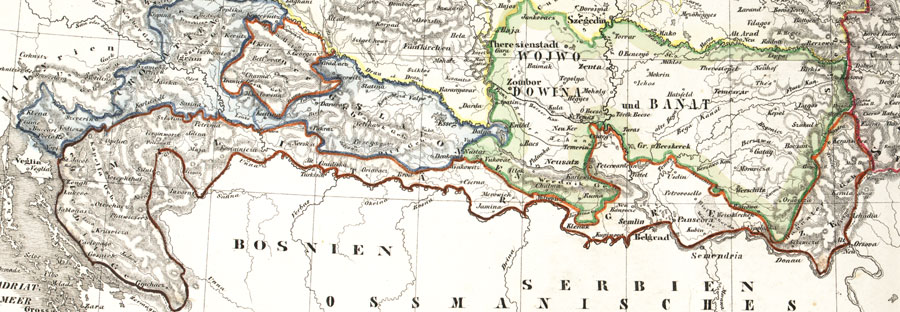
軍政國境地帶（Militärgrenze）圖示（紅色線標識）

然而邊防兵團原本組建時是作為散兵游擊單位，被認為是無法勝任和正規兵種一樣的行列步兵任務，因此，奧地利軍事指揮層的許多人並不十分尊重他们。在1800年的兵變發生後，邊防步兵總數由57,000人銳減到剩下13,000人。儘管如此，邊防步兵在實戰中有著出眾表現，尤其於马伦戈和奥斯特里茨的戰事上，贏得了法國人的尊重——拿破崙對其有很高評價，認為是整個奧地利軍隊之中最能戰的部隊。 1809年奧地利在第五次联盟战争中戰敗時，依據美泉宫条约奥地利被迫割讓薩瓦河右岸，卡爾洛瓦茨、利卡等克羅地亞區域予法國，由此第1、2、3、4、10和11邊防兵團轉籍服役法軍，直到1814年拿破崙戰敗退位為止。
至十九世紀，隨著鄂圖曼土耳其人不再成為邊境的威脅，維持邊境步兵的需求有所減低。同時間随着巴爾幹的民族主義興起，奥地利最高指挥部也對邊境兵團產生其可能起事的懷疑。在被逐漸縮減規模的情況下，邊境兵團是效力直到奧匈帝國解體為止。

## 歷史
在1538年時奧地利哈布斯堡建立了兩個邊境軍事屯駐分區：較大的一個便是被稱之為Krabatische Grdnirz克罗地亚邊界，由當時奧地利軍隊沿著烏納河駐守最南端的哨所，一直延伸到薩格勒布以西的烏斯科克人定居區北端；第二個區域即Windische Grdnitz斯拉沃尼亚邊區，是位於薩格勒布-瓦拉日丁的東南方。以上軍事駐防區的定居者和士兵們，便以Grenzers之名而為人所知。
除了上述區域，於奧屬匈牙利（包括特兰西瓦尼亚）也建立起同一類邊防團，以防範鄂圖曼人對屬地邊境的侵擾。在當時克羅地亞與斯拉沃尼亞的領土上，肩負邊防團任務的有塞尔维亚人、 弗拉赫人、烏斯科克人 （Uskoks）、 馬托洛斯人（Martolos） ，而在匈牙利的则是塞尔维亚人、 哈杜克人、馬托洛斯人和弗拉赫人。其中克羅地亞的弗拉赫人和匈牙利的Hajduks，當時不僅享有個人特權，還擁有領土特權。從巴爾幹移民過來的瓦拉幾人帶來了他們的習慣法，而作為一個古老的斯拉夫社會經濟共同體而與當局合作，而匈牙利的hajduk這個名字也表示一個特殊的社會階層。

## 邊防團建制

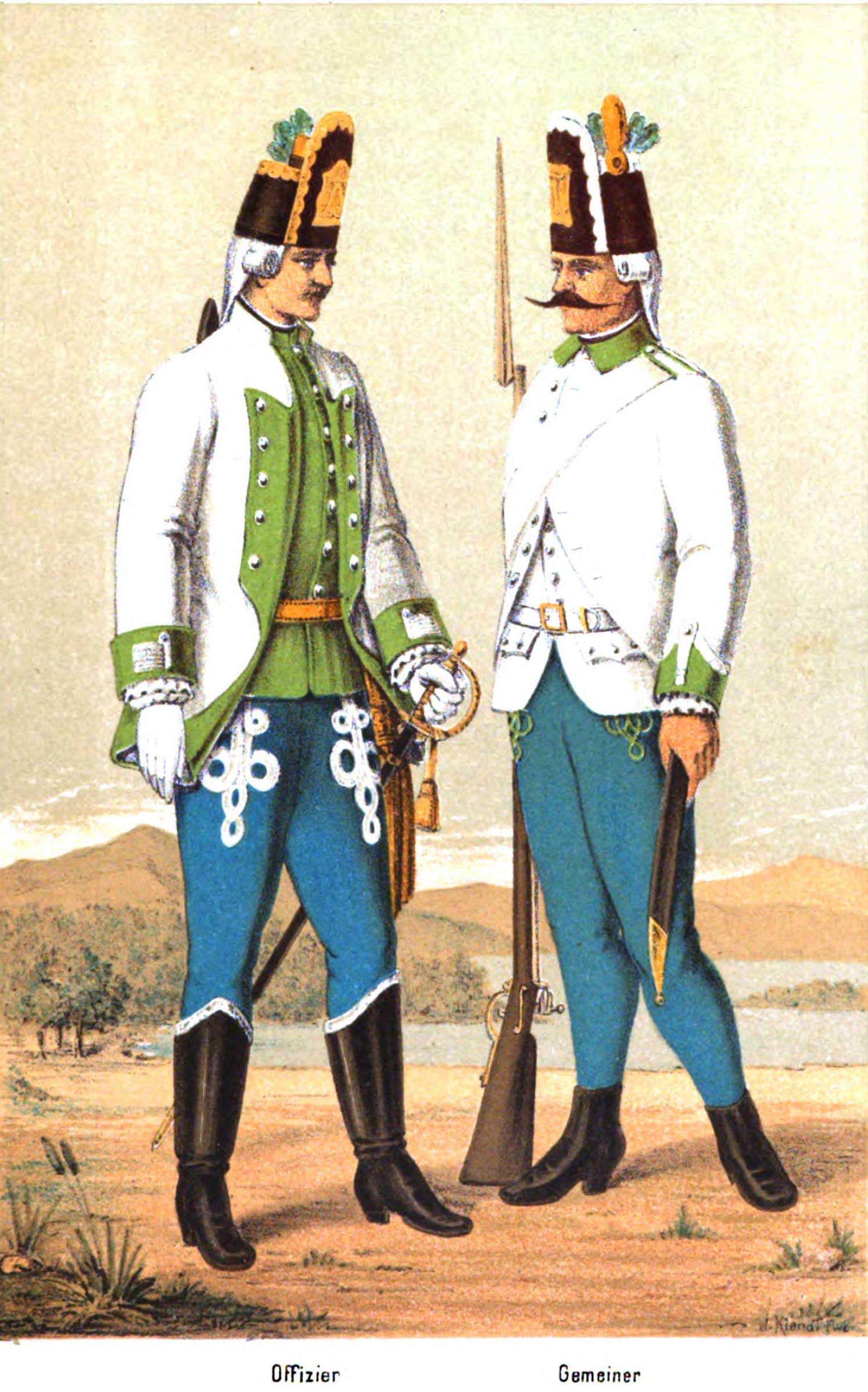
1770年的瓦拉幾亞邊防步兵第二團的將官（Officer同Gemeiner）

邊防步兵團建制不僅是軍事單位，也同時是領地及行政性質的單位。
- 1. Liccaner /戈斯皮奇
- 2. Otocaner /耳托查克
- 3. Oguliner/ 奧古林
- 4. Szluiner /卡尔洛瓦茨
- 5. Warasdiner-Kreuzer /别洛瓦尔
- 6. Warasdiner-St. Georger/别洛瓦尔
- 7. Brooder/ 溫科夫齊
- 8. Gradiscaner / 新格拉迪什卡
- 9. Peterwardiner /米特罗维茨
- 10.First Banal / 格利納
- 11.Second Banal /彼得里尼亚
- 12. Deutschbanater / 潘切沃
- 13.Wallachian-Illyrian / 卡蘭塞貝什
- 14. First Szekler / 米耶尔库雷亚丘克
- 15.Second Szekler / 特尔古-塞奎斯
- 16.First Wallachian/奥尔拉特
- 17.Second Wallachian / 訥瑟烏德

## 外部鏈接
- 拿破仑战争期间的奥地利步兵 （页面存档备份，存于）